# Philippus de Caserta
Philippus de Caserta  ou Philipoctus de Caserta (em italiano, Filippo da Caserta; 1350? – 1435?)  foi um musicólogo e compositor italiano, expoente da corrente musical conhecida como  Ars subtilior. Atuou no século XIV em Avinhão, e a ele são atribuídos pelo menos quatro tratados de música. Várias de suas composições sobreviveram, em sua maioria baladas a três vozes.

## Informação biográfica
Esteve a serviço da corte papal  de  Avinhão, por volta de 1370. De sua obra, restam sete baladas, um rondó, um virelai e um Credo.  Uma dessas baladas, Par les bons Gedeons, é dedicada ao Antipapa Clemente VII. Uma outra balada, cujo tema é En attendant souffrir m'estuet grief payne, foi dedicada ao condottiero Bernabò Visconti (cujo motto era exatamente Souffrir m'estuet). Esse mesmo tema foi retomado em outras  composições, como o Gloria "En attendant" de Matteo da Perugia ou a sequentia Gaude Virgo de Guillaume Dufay. 
Filippo da Caserta é  o autor de vários tratados de música, dentre os quais Regule contrapuncti. Por muito tempo lhe foi atribuído também o  Tractatus figurarum (ou de diversis figuris), importante texto de referência sobre notação musical, mas essa atribuição é atualmente contestada.